# José María Galván y Candela
Pour les articles homonymes, voir Galván et Candela (homonymie).
José María Galván et Candela , né le 1er août 1837 à Madrid et mort le 11 octobre 1899 dans la même ville, est un peintre et graveur espagnol.

## Biographie

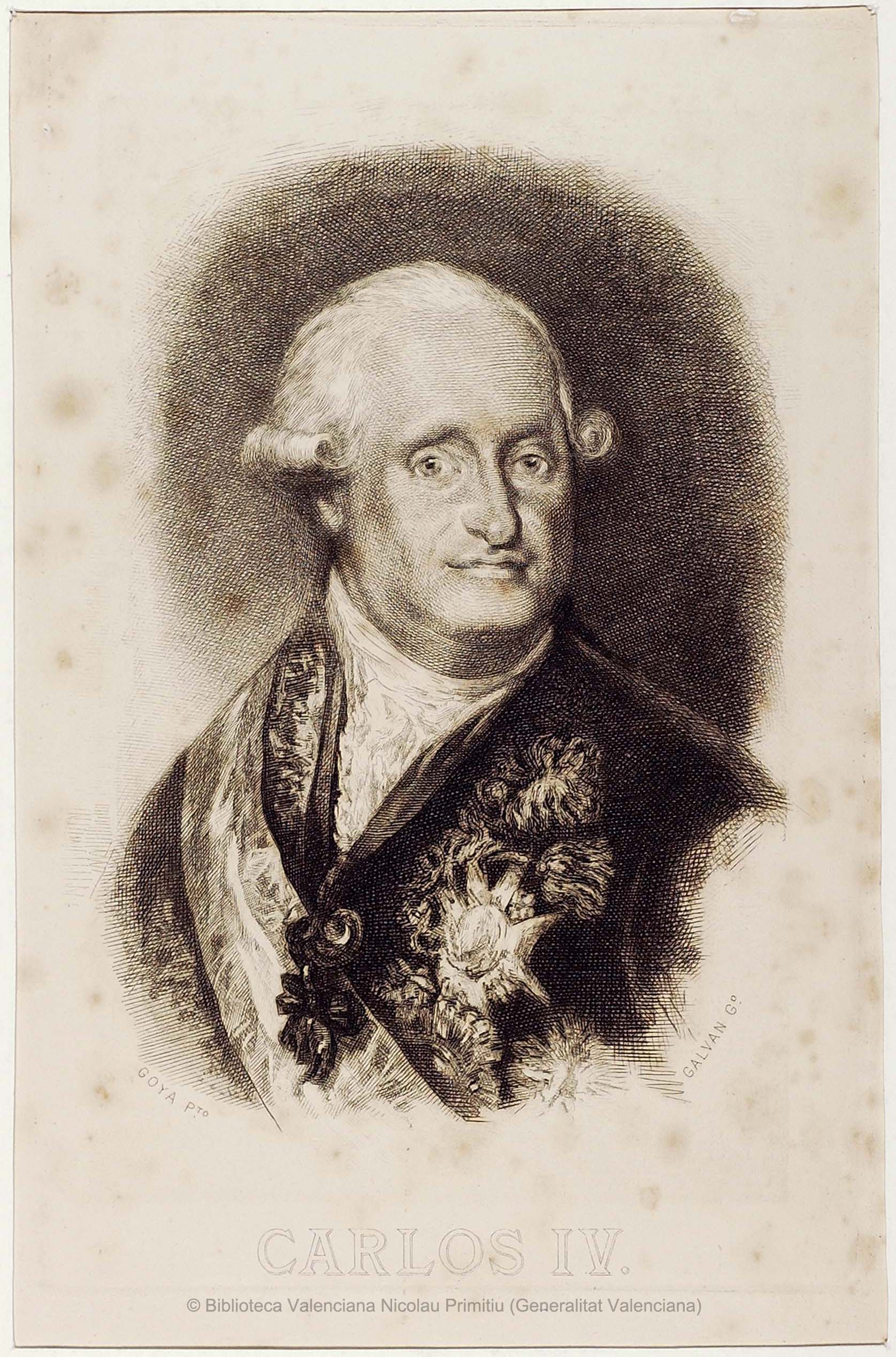
Gravure de Carlos IV exécutée par José María Galván y Candela, d'après une peinture originale de Goya.

Né le 1er août 1837 à Madrid, José María Galván y Candela est l'élève de Luis Fagúndez et de l'Escuela Superior rattachée à l'Académie San Fernando. Lors de l'Exposition nationale des beaux-arts de 1864, il présente plusieurs essais de gravure sur acier et à l'eau-forte. 
En février 1866, Galván y Candela est nommé graveur surnuméraire de la Direction de l'hydrographie. Il grave à la pointe sèche, à l'eau-forte et à l'aquatinte.
José María Galván y Candela meurt le 11 octobre 1899 dans sa ville natale, il est inhumé le lendemain.